# ایسائو ناتسویاگی
ایسائو ناتسویاگی (به ژاپنی: 夏八木 勲 Natsuyagi Isao)؛(۲۵ دسامبر ۱۹۳۹ – ۱۱ مهٔ ۲۰۱۳) یک هنرپیشه، خواننده، و صدا پیشه اهل ژاپن بود.
از فیلم‌ها یا برنامه‌های تلویزیونی که وی در آن نقش داشته‌است می‌توان به جی.ای. سامورایی، سامورایی شوگون، ویروس، امپراتور، گیوکین، یازده سامورایی، صفر ابدی، پسر کو ندارد نشان از پدر اشاره کرد.